# Меркантур (національний парк)
Національний парк Меркантур (фр. Parc National du Mercantour) — національний парк у Франції, в департаментах Приморські Альпи та Альпи Верхнього Провансу. Займає територію площею 700 км², визнаний одним з найбільших у всій Європі. Парк Меркантур був організований 1979 року та є одним з 10 національних парків Франції.
Центральні райони парку ненаселені і складаються з семи річкових долин: Руая, Бевера, Везюбі, Тіне, верхів'я річки Вар (в департаменті Приморські Альпи), Вердон і Юбай (в департаменті Альпи Верхнього Провансу). Периферійна ж зона охоплює близько 28 сіл, багато з яких притулились на гірських схилах, як от селище Бельведер. Також в межах парку можна знайти майже 150 сільських ділянок.

## Рельєф

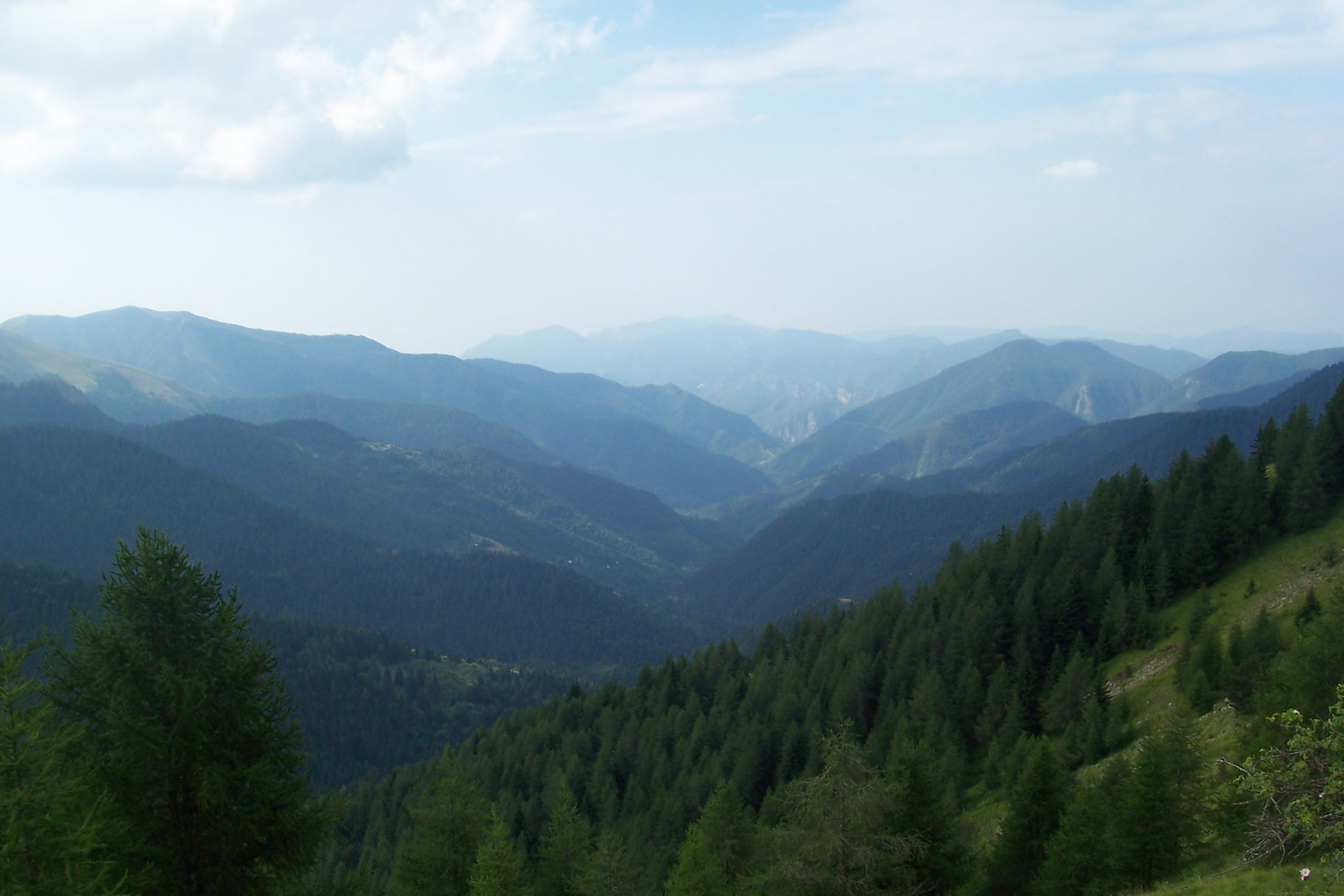

Гірські ділянки в межах парку сформовані гранітними і кристалічними сланцями, зокрема гора Бего (2872 м над рівнем моря).
Територія довкола гори всіяна петрогліфами, які датовані останніми неолітичними і бронзовими століттями. На схилах гори Бего нараховано 37 000 петрогліфів, які зображають зброю, рогату худобу, людські обличчя, а деякі — дуже містичні. Є думка, ніби ці малюнки на каменях були колись своєрідним жертвоприношенням древніх лігурійців, які вважали Долину священним місцем. Місцеві легенди розповідають про злих духів, які тут мешкають, що знайшло відображення у назвах місцевостей: Долина чаклуна (фр. Valmasque), Диявольська гора (фр. Cime du Diable). Все це розташовано в самому серці національного парку Меркантур, в долині чудес фр. Vallée des Merveilles.
Крім гірського масиву Бего на території національного парку Меркантур також розташовані і гори Моньє, Пелата, Мутон. Всі вони можуть похвалитися великою кількістю скель, що робить їх дуже привабливими для альпіністів.

## Флора
На території парку можна знайти близько 2000 різних квіткових рослин, з яких під особливою охороною перебувають близько 200 видів: едельвейс і лілія лісова, ломикамінь і молодило, орхідеї, тирлич, фіалка, тюльпани, журавці, анемони та інші. А унікальний ломикамінь взагалі став символом парку. Особливо важливу роль грають в парку деревні види, серед них найбільше поширення отримали: дуб кам'яний, маслина європейська, рододендрон, ялина, швейцарські сосни, ялиця, модрина та інші.

## Фауна
Серед тварин, що мешкають в межах національного парку Меркантур своєю численністю виділяються козиця звичайна і бабаки, а також горностаї, сарни, гірські козли, муфлони, олені та козулі, зайці і кабани. Орнітофауну представляють наступні птахи: куріпки, орли, канюки, беркути, соколи, грифи, а також багато інших цікавих видів. У парку Меркантур відзначено засилля метеликів.

## Туризм
У парку досить добре розвинена туристична мережа. Піших доріжок організовано на 600 км. Однак піші прогулянки парком рекомендується здійснювати з досвідченим провідником і разом з групою. Екскурсійні групи формуються в Адміністративному центрі національного парку в Тенді, а також в Інформаційному офісі в Кастеріно. Всього в парку є два маршрути: Vallee des Merveilles і Vallee de Fontanable.